# Frontline Combat
Frontline Combat est un comic book américain créé par Harvey Kurtzman et publié par EC Comics. Le succès de Two-Fisted Tales, dont Harvey Kurtzman est le rédacteur en chef, amène William Gaines à publier un second comics guerrier dirigé par Kurtzman. Le premier numéro de ce bimestriel paraît en juillet 1951. Chaque numéro comporte quatre récits de guerre dont un se situe en Corée, où les Américains mènent alors une guerre.  La fin de la guerre est probablement l'une des causes de la chute des ventes de cette publication qui cesse de paraître en janvier 1954 au numéro 15.

## Publication
1. Frontline Combat volume 1 : / Harvey Kurtzman. Akileos : décembre 2011, 232 p. Recueil des numéros 1 à 8 (32 histoires)
2. Frontline Combat volume 2 : / Harvey Kurtzman. Akileos : juin décembre 2013, 222 p. Recueil des numéros 9 à 15 (28 histoires)